# ねぐりぢぇ
ねぐりぢぇ（neglige）は、大阪府出身の、日本のガールズバンドである。クラッチ.所属。2002年、15歳の時に、高校の軽音楽部で結成。

## メンバー
- MINO（ボーカル担当）　1986年7月10日生まれ　ほとんどの曲の作詞・作曲（作曲はHIROMIと共作）を担当する。大阪美少女図鑑などのモデルもつとめる。
- Amy（ギター担当）　1981年6月29日生まれ　2006年加入。メンバー唯一の京都府出身。
- HIROMI（ベース担当）　1986年5月21日生まれ　ほとんどの曲の作曲（MINOと共作）を担当する。
- yurichi（キーボード担当）　1987年1月26日生まれ　meli melo収録のloveandhateでは作詞作曲を担当。
- あっきー（ドラム担当）　1986年10月12日生まれ

## 経歴
- 2002年、高校1年生の時に大阪府立柴島高等学校の軽音楽部で知り合った仲間で結成。結成当時は全員楽器が弾けなかった。
- 2004年、出場したコンテストで数々のグランプリを受賞。その中の1つであった豊中祭り沖縄音舞台での受賞をきっかけに、翌年の沖縄ピースフルラブロックフェスティバルへ出場し、ORANGE RANGE、MONGOL800、FLOWなどとも共演を果たす。
- 2005年、コンテストで審査員を担当したLUNA SEAの真矢に、これら上記の実績を高く評価される。その後、真矢プロデュースによる1stマキシシングル「平成女力 -1986～2003-」をリリースした[1][2]。
- 2006年、ギターAmy加入。
- 同年スタートした、WOWOWのインターネットTVではパーソナリティ番組を担当した。
- 2009年、1stミニアルバム、「meli melo」をタワーレコード限定発売でリリース。タワーレコードJ-indies予約チャート4位（2009年6月26日付）、タワーレコードJ-indiesチャート・初登場で8位（2009年7月8日付）に入った。
- 2010年8月1日、自主企画イベント「ねぐりぢぇPresents 「Shall we AKARAsummer Dance?」」をもって、解散。

## ディスコグラフィー

### ミニアルバム
- meli melo - 2009年7月8日（タワーレコード）

### シングル
- 平成女力 -1986〜2003- - 2005年12月1日
- WALKING - 2006年10月14日
- express ourselves - 2007年9月30日

### ダウンロード配信
- 運命 - 2008年7月8日（iTunes、ORICON STYLE）